# Oberotterbach
Oberotterbach település Németországban, Rajna-vidék-Pfalz tartományban. Lakosainak száma 1154 fő (2023. december 31.).

## Népesség
A település népességének változása:
| Lakosok száma | 943  | 1115 | 1103 | 1101 | 1132 | 1154 |
|               | 1975 | 2017 | 2019 | 2021 | 2022 | 2023 |